# Agence spatiale espagnole
L'Agence spatiale espagnole (AEE) est un organisme public espagnol chargé, dans le domaine spatial, de contribuer à la sécurité nationale, de promouvoir la recherche scientifique et l'industrie, de représenter l'Espagne dans les forums européens et internationaux et de coordonner les institutions nationales dans ce domaine. Elle est également chargée de concevoir et de coordonner la stratégie spatiale espagnole et de participer au programme spatial de l'Union européenne. Elle collabore étroitement avec l'Agence spatiale européenne (ASE/ESA) et l'Agence de l'Union européenne pour le programme spatial (EUSPA) et leurs programmes spatiaux européens respectifs.
La création de l'agence a été annoncée par le gouvernement espagnol le 27 mai 2021. Le 5 septembre 2022, la loi 17/2022 est approuvée, autorisant la création de l'agence. Le 7 mars 2023, le Conseil des ministres approuve ses statuts. La session constitutive du Conseil d'administration de l'agence se tient à Séville le 20 avril 2023.